# Martin Ericsson
Martin Ericsson est un footballeur suédois né le 4 septembre 1980 à Gustafs, aujourd'hui un quartier de la commune de Säter.

## Palmarès
Brøndby IF
- Coupe du Danemark
  - Vainqueur (1) : 2008
- Royal League
  - Vainqueur (1) : 2007

 BK Häcken
- Coupe de Suède
  - Vainqueur (1) : 2016